# Complete Music Video Collection
Complete Music Video Collection é um vídeo da banda estadunidense The Offspring, lançado em 5 de julho de 2005 (19 de julho de 2005 nos Estados Unidos) pela gravadora Columbia Records.

## Faixas[3]
Todos os videoclipes possuem comentários, exceto "Can't Repeat".
1. "Come Out and Play (Keep 'Em Separated)" – 3:16
2. "Self Esteem" – 4:26
3. "Gotta Get Away" – 4:12
4. "All I Want" – 1:57
5. "Gone Away" – 4:31
6. "The Meaning of Life" – 2:58
7. "I Choose" – 4:02
8. "Pretty Fly (for a White Guy)" – 3:14
9. "Why Don't You Get a Job?" – 3:13
10. "The Kids Aren't Alright" – 3:00
11. "She's Got Issues" – 3:49
12. "Original Prankster" – 3:41
13. "Want You Bad" – 3:24
14. "Defy You" – 3:48
15. "Hit That" – 3:01
16. "(Can't Get My) Head Around You" – 2:14
17. "Can't Repeat" – 3:25

## Bônus[3]

### Videoclipes extras
1. "Da Hui" – 2:50
2. "Cool to Hate" – 2:59

### Performances ao vivo

#### House of Blues
1. "Self Esteem" – 3:58
2. "All I Want" – 1:53
3. "Pretty Fly (for a White Guy)" – 3:00
4. "Why Don't You Get a Job?" – 2:56

#### MTV
1. "Long Way Home" – 2:25
2. "Hit That" – 2:52
3. "Gotta Get Away" – 3:34
4. "The Worst Hangover Ever" – 3:13
5. "Come Out and Play (Keep 'Em Separated)" – 3:49
6. "(Can't Get My) Head Around You" – 2:04
7. "The Kids Aren't Alright" – 3:08

### Outras novidades
- O making-of de "Da Hui", onde Noodles fala como foi feito o videoclipe da canção. – 9:55
- Uma entrevista entre Dexter Holland e Guy Cohen, o ator principal do videoclipe de "Pretty Fly (for a White Guy)". – 5:40
- Uma galeria de storyboard para as canções "The Kids Aren't Alright", "Pretty Fly (for a White Guy)" e "Gone Away". – 4:29

## Vídeos escondidos[3]
- Um vídeo que mostra os então adolescentes Dexter Holland tocando bateria e Greg K. tocando baixo no ano de 1983 em uma garagem em Cypress, Califórnia. Quinze meses depois eles aparecem no mesmo vídeo, agora com Dexter Holland de vocalista e também tocando guitarra, Greg K. novamente tocando baixo e o antigo baterista da banda, James Lilja, aparece tocando bateria. Esse vídeo também aparece no VHS/DVD Americana. – 2:45
- Uma performance instrumental de "Hit That" realizada por uma banda marcial. – 2:28
- Uma performance ao vivo em Londres, em 1993, de "Get It Right", canção do álbum Ignition. – 2:02